# Балавуан, Даниэль
Даниэль Балавуан (фр. Daniel Balavoine; 5 февраля 1952, Алансон, Нижняя Нормандия, Франция — 14 января 1986, Гурма-Рарус, Мали) — французский певец, композитор и автор песен.

## Биография
Был младшим ребёнком в многодетной семье (помимо него, у Эмиля и Элизабет Балавуан родилось трое сыновей и две дочери).
В годы студенчества принимал активное участие в событиях мая 1968 года и даже планировал начать политическую карьеру, но когда протестная волна спала, решил заняться музыкой.

## Музыкальная карьера
В 1975 вышел первый сольный Балавуана «De vous à elle en passant par moi».
Всего за свою карьеру выпустил 8 студийных альбомов, последний из которых — «Sauver l'amour» — был продан общим тиражом в 1 млн 240 тыс. экземпляров.

## Смерть
Погиб в авиакатастрофе во вторник, 14 января 1986 года, когда вертолёт, в котором он находился, упал в дюнах в Мали во время внезапной песчаной бури. Также в катастрофе погибли мотогонщик Тьерри Сабин, пилот вертолёта Франсуа-Ксавье Банью, журналистка Натали Оден и Жан-Поль Лефур, радиоинженер французского радио RTL.

## Дискография

### Студийные альбомы
- 1975 — De vous à elle en passant par moi
- 1977 — Les Aventures de Simon et Gunther…
- 1978 — Le Chanteur
- 1979 — Face amour / Face amère
- 1980 — Un autre monde
- 1982 — Vendeurs de larmes
- 1983 — Loin des yeux de l’occident
- 1985 — Sauver l’amour